# Spiza americana
El arrocero americano (Spiza americana) también denominado arrocero norteño, gorrión de pecho amarillo, sabanero americano, sabanero arrocero y sabanero común, es una especie de ave paseriforme de la familia de los cardinálidos. Anteriormente, se incluyó dentro de la familia Emberizidae. Es el único representante del género Spiza.
Es de hábitos migratorios, anida en el centro-sur de Canadá y en la parte central de los Estados Unidos, y pasa el invierno en México, Centro y Sudamérica.

## Descripción

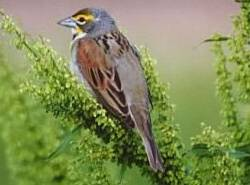

El adulto mide unos 15 cm. Posee un pico grueso, triangular, gris-azulado pálido. Ambos sexos presentan la cabeza gris, con ceja amarilla y garganta amarilla y blanca. El dorso, rabadilla, alas y cola son pardos, con listas longitudinales negruzcas. 
Los machos, en época reproductiva, se distinguen por una "barbilla" negra en el área de la garganta, que se desvanece en otoño e invierno; además, tienen el pecho amarillo brillante y el vientre blanquecino, con flancos grisáceos. El patrón de coloración, aunque no la anatomía, recuerda al del pradero Sturnella magna.
La hembra es bastante parecida a la hembra del gorrión doméstico (Passer domesticus). Se distingue por ser más pálida, por la lista infraocular blanca, el pico gris-azulado, y manchas amarillentos en el pecho.

## Distribución y hábitat
Se reproduce desde el centro-sur de Canadá (provincia de Ontario) y la parte central de los Estados Unidos, entre las Montañas Rocosas y los Apalaches. En invierno migra en grandes bandadas hacia México —donde se vuelve abundante en particular en el sur—, Centroamérica y el norte de América del Sur (norte de Colombia, norte de Venezuela y Guyana). También puede registrarse casualmente en las Antillas y en Ecuador.
Se alimentan de insectos y semillas. Prefiere terrenos abiertos donde sean abundantes los pastizales. En su área de invernada, habita terrenos bajos de clima tropical, siendo muy abundante en campos de cultivo, sobre todo en arrozales, lo que le ha valido el nombre de arrocero. Puede ser nocivo para la agricultura y en algunas regiones se le considera una plaga.